# Zeiss Jena Theo 020
Zeiss Jena Theo 020 je minutový teodolit firmy VEB Carl Zeiss Jena, vyráběný od padesátých do devadesátých let 20. století. Byl používán pro podrobné měření nitkovou tachymetrií a pro další práce při podrobném mapování a vytyčování. Tento velmi úspěšný model navázal na předchozí model Zeiss Jena Theo 030. Nové modely potom nesly označení Zeiss Jena Theo 020A a Zeiss Jena Theo 020B.
Číselné označení v názvu přístroje vyjadřuje nejmenší rozlišitelný detail na vzdálenost 1 kilometr. Označení 020 tedy znamená, že bylo možné rozlišit detail o velikosti 20 centimetrů na vzdálenost 1 kilometr.

## Popis
Konstrukčně se jednalo o teodolit se skleněnými kruhy, dvouosý s repetiční svorou (ta umožnila fyzicky pootočit vodorovný kruh a tím nastavit vodorovné čtení a také (měřickým postupem) redukovat chybu z nepřesného rozdělení kruhu). Jako odečítací pomůcka byl použit mřížkový mikroskop. Obrazy dělení obou kruhů byly současně opticky přenášeny do mikroskopu umístěného vedle okuláru dalekohledu s 25 násobným zvětšením. Úhloměrné kruhy byly děleny po jednom grádu nebo jednom stupni, mřížka umožňovala odečítat desetinné nebo šedesátinné minuty a odhadovat jejich desetiny. 
Místo indexové libely (Theo 030) byl s vertikálním kruhem spojen opticko-mechanický kompenzátor, který automaticky stabilizoval index vertikálního kruhu, což přispívalo ke značnému urychlení práce. Dále byl nový teodolit vybaven optickým centrovačem, což opět zrychlilo a zpříjemnilo běžnou práci s přístrojem. Dalekohled měl nitkový kříž včetně nitkového dálkoměru, který umožňoval měřit délky tachymetricky. Střední chybu směru měřeného ve dvou polohách dalekohledu uvádí výrobce +/- 10 cc nebo +/- 3 ".
Teodolit využíval trojpodstavcovou soupravu systému Zeiss Jena. Dále bylo možné použít další doplňková zařízení, kterými byly:
- dvojobrazový dálkoměr DIMESS 006, který umožňoval pomocí speciální dálkoměrné latě měřit vzdálenosti s přesností 0,06 m / 100 m
- magnetický usměrňovač
- buzolový nástavec
- nivelační libela
- bateriové osvětlení pro práce v podzemí a v nepříznivých světelných podmínkách[1]

Nové modely 020A a 020B přinesly moderní jednotné uspořádání ustanovek teodolitů VEB Carl Zeiss Jena. Počátkem devadesátých let byl tento typ optických teodolitů zcela vytlačen nástupem digitálních teodolitů a totálních stanic.